# وارن وستلاند
وارن وستلاند (انگلیسی: Warren Westlund; ۲۰ اوت ۱۹۲۶ – ۱۳ فوریهٔ ۱۹۹۲) قایقران روئینگ اهل ایالات متحده آمریکا بود.